# Principat de Kama
El principat de Kama fou un estat tributari protegit de l'Índia, una [thikana] o jagir feudatari de Jaipur. El seu origen fou una concessió de terres en jagir (feu) feta pel maharajà Jai Singh I al seu fill Kirat Singh, a la meitat del segle XVII.